# Mánesův most

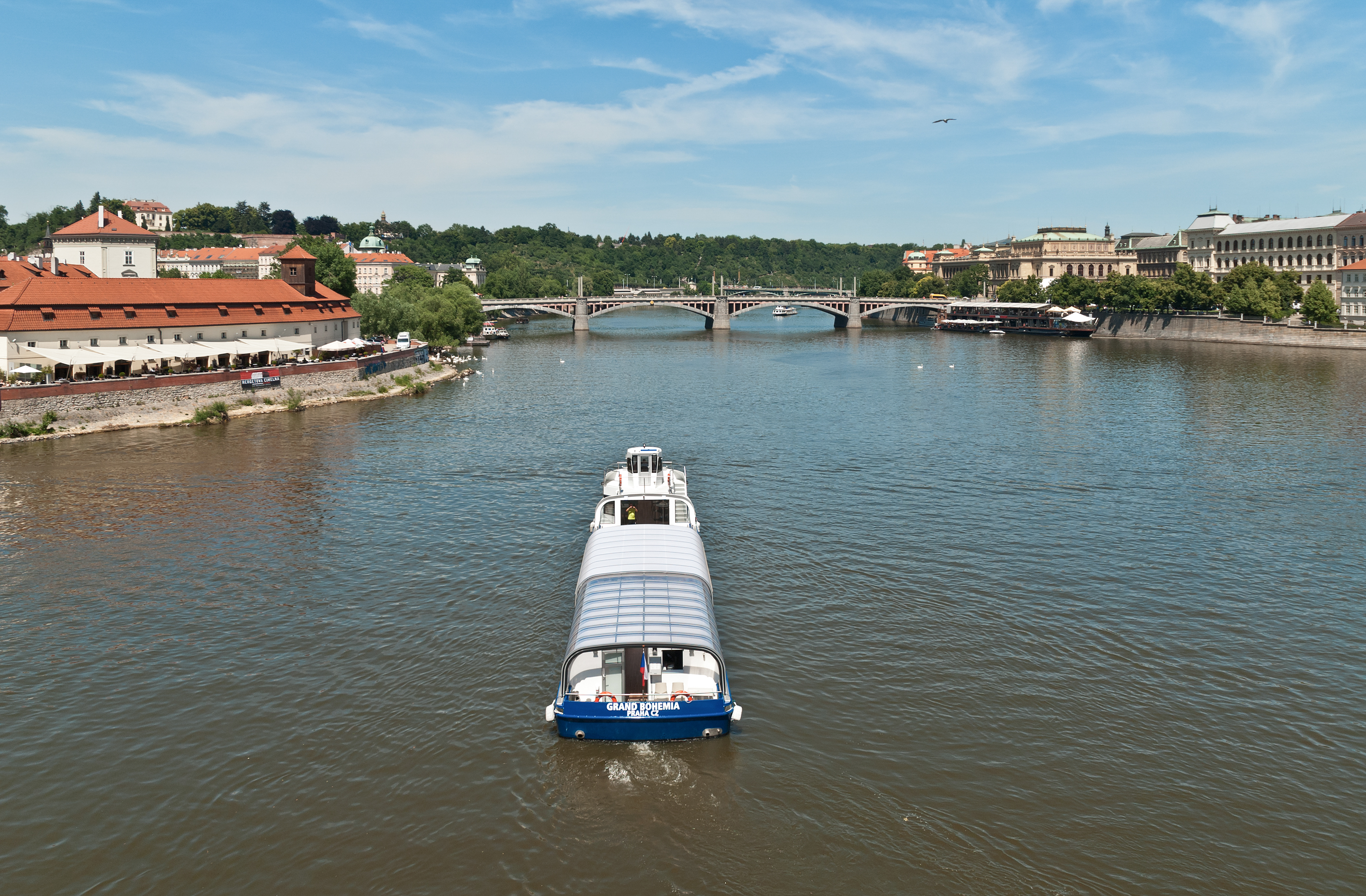
Mánesův most v Praze

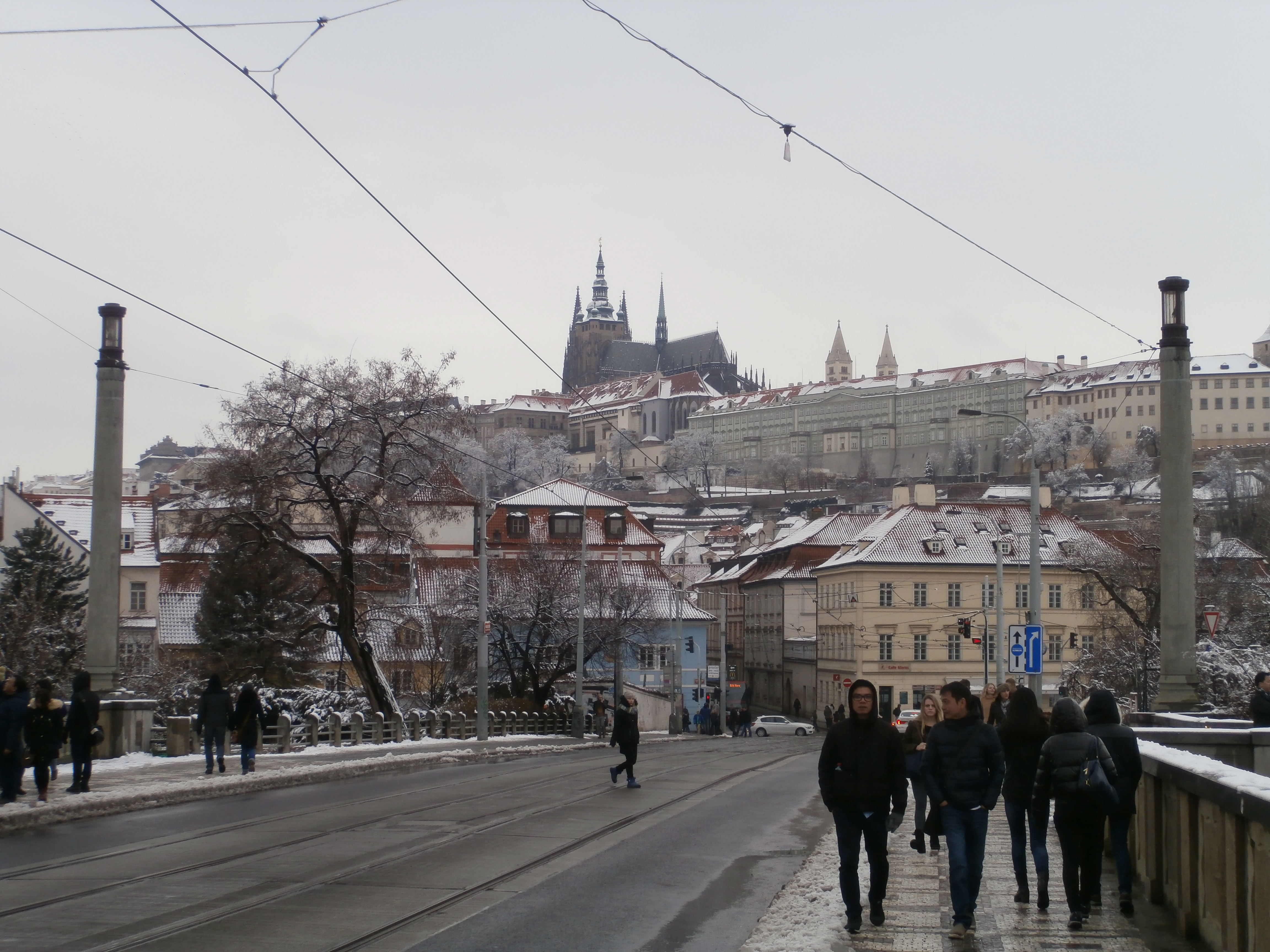
Pohled z Mánesova mostu na Malou Stranu, Hradčany a Pražský hrad v zimě, 2016

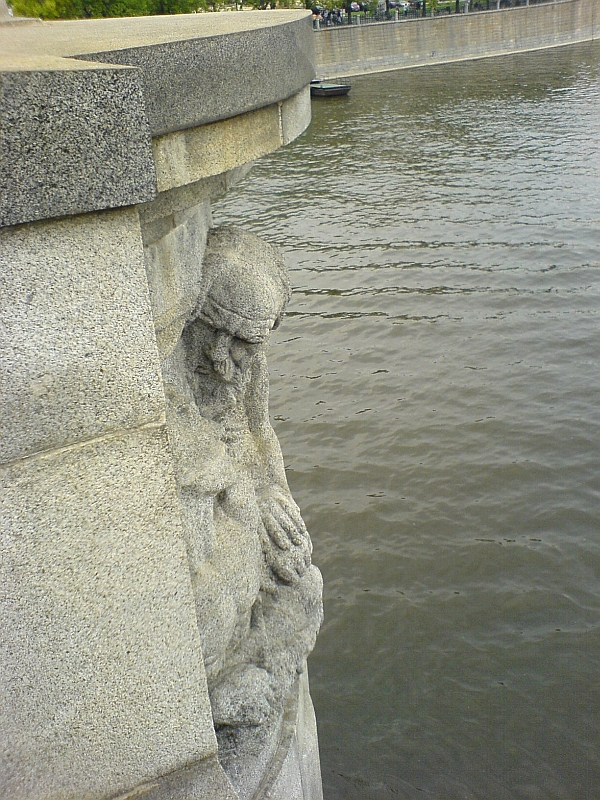
Jedna z plastik na Mánesově mostě v Praze

Mánesův most je desátý most přes Vltavu po proudu řeky v Praze. Je 186 m dlouhý a 16 m široký. Vede po něm tramvajová trať. Spojuje staroměstské Palachovo náměstí (u stanice metra Staroměstská a u Josefova) a malostranský Klárov (u stanice metra Malostranská).

## Stavební vývoj
Za předchůdce mostu můžeme považovat Rudolfovu lávku, která byla postavena v těchto místech v letech 1868–1869.
24. května 1904 byla vyhlášena soutěž na stavbu nového mostu. Porotě bylo předloženo sedm projektů železných ocelových mostů. Původní zadání vyžadovalo, aby stavba nezakrývala pohled na Pražský hrad. Navržené vrchní konstrukce avšak tento požadavek nesplňovaly. Odborníci proto doporučovali zvednutí pobřeží a připustit do soutěže i betonovou konstrukci. Město tedy vyhlásilo druhou soutěž dne 28. února 1906. Porota a znalci ocenili všechny návrhy a protože nebyla v té době taková důvěra k betonové konstrukci, rozhodla o zadání vypracování projektu kamenného mostu. V průběhu přípravy se nakonec zjistilo, že k provedení kamenného mostu by se musela zvýšit niveleta ještě o nejméně další metr. Tyto a další potíže vedly městskou radu ke změně rozhodnutí a to opět návrh konstrukce z dusaného betonu.
Nový most projektovali inženýři František Mencl, Alois Nový a architekt Mečislav Petrů. Zprvu se o něm psalo jako o „mostu u Rudolfina“. V únoru 1914, měsíc před otevřením, získal rozhodnutím městské rady název Most arcivévody Františka Ferdinanda (německy Erzherzog Franz Ferdinand-Brücke), „k trvalé upomínce na padesáté narozeniny pana arcivévody“, slavené v prosinci předchozího roku.
Stavba byla zahájena 1. ledna 1911. Dne 19. června 1911 se začaly zakládat pilíře. Betonování kleneb mostu probíhalo až do 1. listopadu 1912. Armovaná mostovka byla dokončena v květnu 1913. Do užívání byl slavnostně předán 11. března 1914 za přítomnosti významných představitelů města, státu i církve; další zaslali pozdravné telegramy. Náměstek starosty MUDr. František Kašpar, předseda stavebního dozoru, v projevu zdůraznil potřebnost a naléhavost této stavby pro zachování do té doby velmi zatěžovaného Karlova mostu. Starosta Karel Groš vzdal hold císaři Františku Josefovi i následníku Františku Ferdinandovi a poděkoval kardinálu Lvu Skrbenskému za vysvěcení, místodržiteli Františku Thunovi za budování „spravedlivého míru v Čechách“ a všem, kteří se zasloužili o zdárný výsledek. Po krátkém proslovu místodržitele, sborovém zpěvu rakouské i české hymny a společném průchodu účastníků na druhý břeh byl most otevřen pro veřejnost. Úplného dokončení se však dočkal až v průběhu 1. světové války v roce 1916. Po válce byl krátce (neoficiálně?) označován znovu jako most u Rudolfina, ale již koncem dubna 1920 získal definitivní název Mánesův most (most Josefa Mánesa).
V 60. letech 20. století byla původní dlažba vozovky a mozaiková dlažba chodníku nahrazena asfaltem. Ten však přinášel různé problémy, a tak byl při rekonstrukci v letech 1992 až 1994 odstraněn.
Již v roce 1923 se počítalo s vybudováním pěší rampy, které na levém břehu pod Mánesovým mostem propojí oblast Kampy a Strakovy akademie. Po roce 2000 byla myšlenka oživena v rámci programu rozvoje cyklistické dopravy v Praze. V roce 2008 se město uchází o podporu tohoto projektu, jehož náklady jsou odhadovány na 15 milionů Kč, z fondů EU v rámci programu Konkurenceschopnost. Pokud na podzim 2008 bude projektu přislíbena finanční podpora, výstavba měla být zahájena v roce 2009. Nakonec však plán realizován nebyl.

## Stavební a architektonické řešení
Celý most je betonový a má čtyři vylehčená klenební pole. Částečně byl na tomto mostě již použit železobeton.
Most je vystaven v uměleckém slohu, odpovídajícím moderně po roce 1910, s několika detaily ve stylu českého kubismu (kašny sochaře Emanuela Halmana a dnes již neexistující budky výběrčích poplatků). Na pilířích je ozdoben figurálními vlysy s náměty ze života vltavských plavců, na stranách staroměstského nájezdu na most jsou fontánky s chrliči a na stranách malostranského nájezdu znaky města a země. Na staroměstském předmostí na pokraji Náměstí Jana Palacha stojí socha malíře Josefa Mánesa od Bohumila Kafky z roku 1951.

## Změny pojmenování
- 1914–1920: most arcivévody Františka Ferdinanda d’Este (František Ferdinand d’Este)
- od 1920: Mánesův most (Josef Mánes)